# Паков лед
Паков лед или пак (на английски: pack) е многогодишен полярен морски лед, просъществувал повече от 2 години с цикли на нарастване и частично разтопяване. Обичайно паков лед се наблюдава във вид на обширни ледени полета в арктическия басейн, а също във вид на припай покрай северните брегове на Гренландия, в северните протоци на Канадския Арктичен архипелаг и в Антарктика. Торосите (натрошени и натрупани в грамади ледени блокове) най-често са загладени от нееднократното частично разтопяване, от което повърхността на ледените полета е предимно хълмиста. Мощният паков лед е непроходим за корабите, а по границите на своето разпространение се явява тежко препятствие за тяхното плаване. В зависимост от разположението на южните му граници паковият лед обхваща от 60 до 90% от площта на арктичния басейн, като в последните 40 години бележи значително съкратяване (виж приложената карта).